# Pelle Koppel
 Der er for få eller ingen kildehenvisninger i denne artikel, hvilket er et problem. Du kan hjælpe ved at angive troværdige kilder til de påstande, som fremføres i artiklen.

Pelle Koppel (født 23. marts 1968 i København) er en dansk skuespiller, teaterinstruktør og dramatiker.

## Biografi
Pelle Koppel startede sin karriere som barn, da han var med i forskellige musicals og udfoldede sine musikalske talenter i børnemusikteatret Bar Rock, der turnerede rundt i hele Danmark. Han er uddannet fra Skuespillerskolen ved Aarhus Teater i 1994, hvor han efterfølgende var ansat i tre sæsoner. I 1986 fik han en mindre rolle i filmen Ballerup Boulevard. Han fik desuden samme år en rolle i filmen Barndommens gade.
Efter at have afsluttet sin studentereksamen på Falkonergårdens Gymnasium i Frederiksberg, tog han til Aarhus, hvor han blev optaget på Skuespillerskolen ved Aarhus Teater i 1990. Han var færdiguddannet i 1994, hvor han efterfølgende var ansat som skuespiller på Aarhus Teater i yderligere tre sæsoner. Samtidig startede han i 1995 Teater Spørgsmålstegnet, hvortil han skrev og producerede forestillingerne Hvad fanden er meningen? og Venteværelset.
I 1997 flyttede han tilbage til København, og han har siden fungeret som freelance skuespiller, teaterinstruktør og dramatiker. Bl.a. skrev og instruerede han sideløbende diverse forestillinger på andre teatre, blandt andre: Det store tidstyveri (Reumertnomineret 2004) og Happys Habitus (Reumertnomineret 2006) for Teatret Trekanten, samt ”Michael Strunge-teaterpoesien” Marcus Hitengel (Reumertnomineret 2005) for Teatret Svalegangen.
Derudover monologen ”Smittefaren”, samt ungdoms-musicalen Soundtracks, til Århus Teater, hvortil han også skrev sangene som efterfølgende blev udgivet på CD.
I 2006 stiftede Pelle Koppel Teater V, som i 2009 blev Lille Storbyteater i Københavns kommune, som foreløbig er forlænget frem til og med 2020. Her var han i 2010 initiativtager til dansk teaters nye store landsdækkende dramatikerkonkurrence ”Dramatisk Debut”, samt den nytænkende interaktive kulturformidlingsplatform ”Kulturkongen.dk”, og var yderligere også, i foråret 2013, én af initiativtagerne til opstarten af teaterfestivalen CPH STAGE. 
Pelle Koppel har bl.a. instrueret Teaterforestillingerne Til ungdommen i 2021, som modtog en Reumert for Årets Børne-/ungdomsforestilling, Afbrudt samliv i 2023 og En sommerdag i oktober i 2024.
Siden 2011 har Pelle Koppel desuden udgivet bøger via forlaget Koppelwrite.

## Filmografi

### Film
- 1986 – Ballerup Boulevard
- 1986 – Barndommens gade
- 1988 – Jorden er giftig (kortfilm)
- 1989 – Lykken er en underlig fisk
- 1999 – Klinkevals
- 2000 – Juliane
- 2002 – Ulvepigen Tinke
- 2005 – Store planer

### Tv-serier
- 1988 – Alle elsker Debbie
- 1997 – Bryggeren
- 1997 – Strisser på Samsø
- 2000-2002 – Rejseholdet
- 2009 – Livvagterne
- 2009 – Forbrydelsen II
- 2009 – Pagten
- 2012 - Forbrydelsen III

## Teater
- 1995 – Hvad Fanden er meningen, Teatret ved Sorte Hest
- 1998 – Det skjulte liv, Bådteatret
- 1998 – Ulvetime, Bådteatret
- 2000 – Den vægelsindede, Det Kongelige Teater
- 2003 – Nøddebo Præstegård, Folketeatret
- 2003 – Macbeth, Aarhus Teater
- 2004 - Det store tidstyveri (Reumertnomineret), Teatret Trekanten
- 2005 - Marcus Hitengel (Reumertnomineret), Teatret Svalegangen
- 2006 - Happys Habitus (Reumertnomineret), Teatret Trekanten
- 2024 - En sommerdag i oktober, Teater V

## Legater
Af legater har Pelle Koppel bl.a. modtaget:
- Legat fra Sam Besekows Fond, 2007
- Årets Valbyborger, 2007
- Valby Bladets Initiativpris, 2008
- Foreningen af Danske Teaterjournalisters Initiativpris, 2011
- Danske Dramatikeres Hæderspris, 2012
- Lauritzen Fondens Visionspris, 2012
- Arbejdslegater fra Statens Kunstfond 1999, 2000, 2001, 2002, 2005, 2007, 2015
- Teaterdirektørforeningens Fond, 2015